# Aplomera brevimana
Aplomera brevimana är en tvåvingeart som beskrevs av Collin 1933. Aplomera brevimana ingår i släktet Aplomera och familjen dansflugor. Inga underarter finns listade i Catalogue of Life.